# Eliška Kaplický Fuchsová
Eliška Kaplický Fuchsová (* 23. května 1978 Praha) je česká filmová producentka, v letech 2014 až 2018 zastupitelka Prahy, vdova po českém architektovi Janu Kaplickém a zastánkyně jeho díla, především Národní knihovny na Letné.

## Životopis
Vystudovala FAMU v Praze. Po smrti svého muže Jana Kaplického zdědila značku Future Systems a firmu převedla na nadaci, do jejíž čela se postavila a která má umožnit realizaci více Kaplického budov.

## Osobní život
Svého pozdějšího manžela, o 40 let staršího, poznala na přednášce ve Veletržním paláci. Zaujal ji natolik, že spolu v roce 2004 natočili biografický snímek Profil. Za Jana Kaplického se provdala 14. října 2007. Poté spolu začali natáčet snímek Oko nad Prahou o projektu Národní knihovny, který však již spolu nedokončili – Jan Kaplický zemřel 14. ledna 2009 v Praze v den, kdy mu Eliška porodila jejich jediné společné dítě, dceru Johanku.
V roce 2018 přivítala na svět s partnerem Josefem Lucákem dceru, která dostala jméno Mia Stella.

## Produkované filmy
- Oko nad Prahou – vítězný film na 26. Varšavském mezinárodním filmovém festivalu v sekci dokumentárních snímků[9]

## Politická angažovanost
V komunálních volbách v roce 2014 byla na 5. místě kandidátky za hnutí ANO 2011 do Zastupitelstva hlavního města Prahy a byla zvolena zastupitelkou. Ve volbách v roce 2018 již nekandidovala.